# La Boulette
Singles de Diam's
Jeune Demoiselle
(2006)
La Boulette (sous-titrée Génération nan nan) est une chanson de la rappeuse française Diam's. Elle est sortie en single en 2006 et figure sur son troisième album studio, Dans ma bulle.
En été 2006, Diam's a reçu un disque d'or pour La Boulette et le 20 janvier 2007, aux NRJ Music Awards, elle remporte trois prix dont la « chanson francophone de l'année ».

## Liste des pistes
Toutes les chansons sont écrites et composées par Tefa, DJ Maître, Diam's, Skread et Elio.
| 1. | La Boulette (génération nan nan)                      | Tefa, Masta | 3:39 |
| 2. | La Boulette (génération nan nan) (Instrumental)       | Tefa, Masta | 3:39 |
| 3. | La Boulette (génération nan nan) (Video et Making of) |             | 3:38 |

## Classement par pays
| Classement (2006)                       | Meilleure position |
| --------------------------------------- | ------------------ |
| Belgique (Wallonie Ultratop 50 Singles) | 1                  |
| France (SNEP)                           | 1                  |
| Suisse (Schweizer Hitparade)            | 12                 |

## Reprises
Le 18 octobre 2019, la chanson est reprise par le groupe Madame Monsieur dans l'album Back dans les bacs.
Début août 2020, Aloïse Sauvage reprend également le titre dans l'émission YouTube Fanzine de Waxx & C.Cole.
Le 9 février 2020, Camille Lellouche propose également sa version dans le cadre de la playlist Souvenirs d'Enfance de Deezer.
En décembre 2022, Pomme en fait une reprise avec son autoharpe dans l'émission éphémère Pomme & Co sur France Inter.